# Gomma da masticare

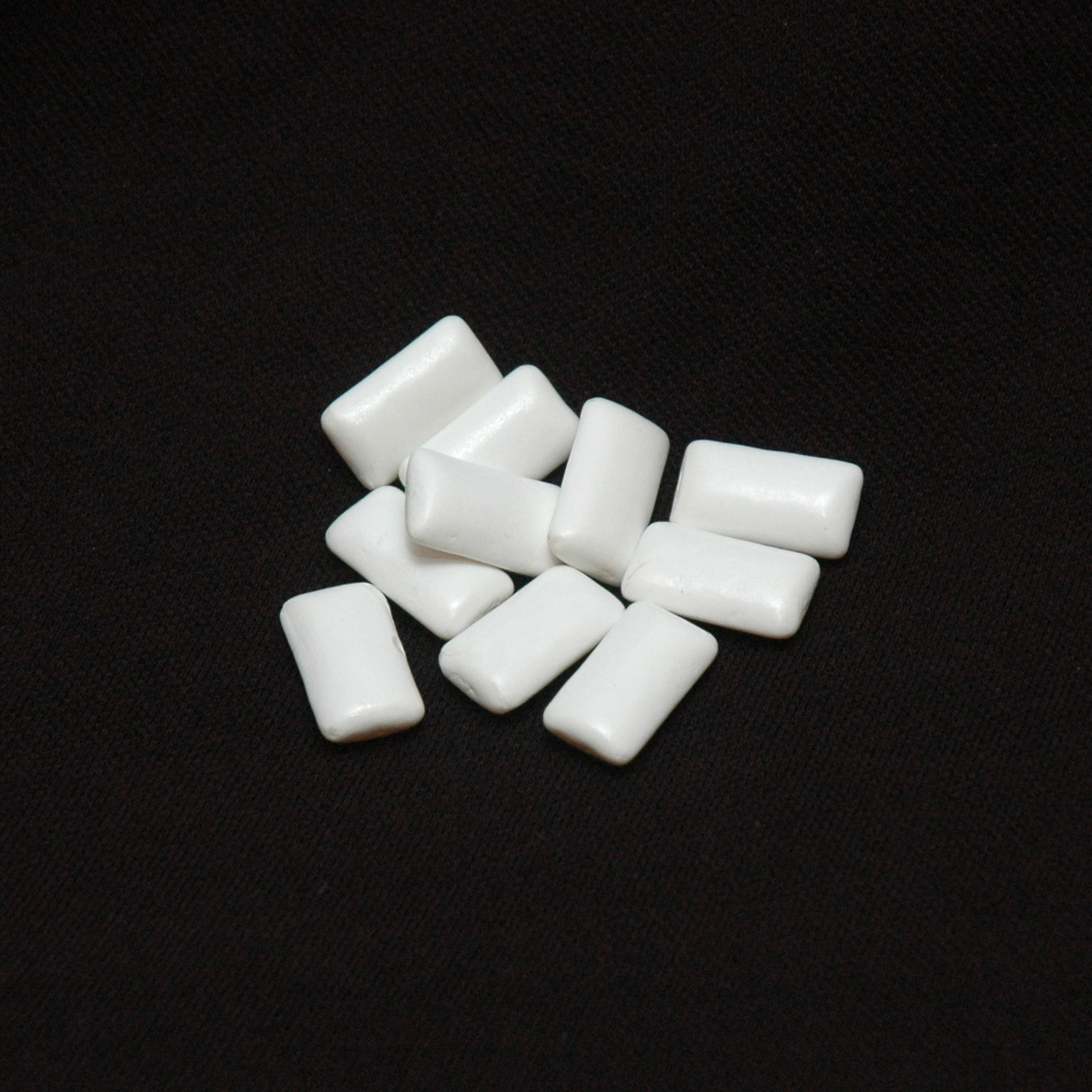
Esempi di gomme da masticare in confetti

La gomma da masticare (detta anche gomma americana e in alcune parti d'Italia chiamata semplicemente gingomma, cingomma, cincingomma, cicca, ciunga, giungomma, gigomma, ciccigomma, ciugomma, ciuinga, cingon, masticante, gommina, caramella a gomma o cicles, in inglese chewing gum) è un prodotto dolciario che a differenza di tutti gli altri, come dice il nome stesso, non deve essere mangiato, ma soltanto masticato.

## Storia
Le prime tracce di un simile uso della gomma naturale risalgono ai Maya, i quali masticavano abitualmente palline di gomma. Chicle è infatti il nome nahuatl della pianta (Manilkara chicle) dalla quale si estrae.
La nascita della moderna gomma da masticare si deve a William Finley Semple, il quale brevettò la prima ricetta il 28 dicembre 1869. Le prime palline di gomma da masticare vennero messe in vendita nel New Jersey nel 1871, ma erano molli e senza sapore.

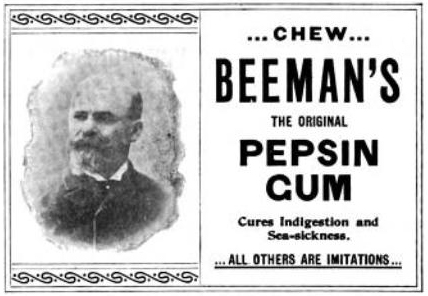
Annuncio pubblicitario del 1897, che promuove le gomme da masticare come rimedio per difficoltà digestive e il mal di mare.

Le tecniche di produzione furono migliorate da  William Semple e da altri al fine di ottenere un prodotto più consistente e con maggior sapore, decretandone una grande diffusione nell'ultimo decennio del secolo.
Nel corso del XX secolo si è affermato l'uso di gomme sintetiche (poliisobutilene) al posto del chicle, anche se quest'ultimo viene ancora prodotto da alcune compagnie.
Le proprietà elastiche sono state anche migliorate per mezzo di additivi. In particolare, per incrementare la viscosità, viene impiegata la gomma di xanthano, con funzione di addensante.

### Le gomme da masticare durante la seconda guerra mondiale
Nonostante la nascita delle gomme da masticare risalga al 1869, sino agli anni '40 del '900 questo articolo era praticamente sconosciuto in Europa, ed arrivò per la prima volta assieme ai soldati americani di stanza al fronte.
Le gomme da masticare erano difatti presenti nelle Razioni K di cui disponevano centinaia di migliaia di soldati degli Stati Uniti.
L'idea di introdurre delle gomme da masticare all'interno della Razione K fu supportata da due specifiche ragioni: innanzi tutto, masticare la gomma produce saliva ed aiutava i soldati a tenere pulito il proprio apparato orale. Inoltre, masticare la gomma aiutava a smorzare la tensione al fronte.
Quattro gusti erano consentiti all'interno della Razione K della II Guerra Mondiale: menta, cannella, menta piperita e pepsina.
Tra i diktat impartiti dall'esercito americano ai produttori di Razioni K vi era quello di porre le gomme da masticare in un punto che non fosse a diretto contatto con gli alimenti, in quanto ci si era resi conto che l'odore delle gomme da masticare (in particolare quelle alla menta) tendevano ad alterare il sapore degli altri alimenti presenti nella razione. Altra raccomandazione fu quella di non produrre confezioni riflettenti al Sole, per ovvi motivi di sicurezza dei soldati.
I primi lotti di gomme prodotte per l'esercito (anni 1942-1943) utilizzavano i fogli di alluminio ed avevano delle immagini colorate sulla confezione. Successivamente, con i problemi di approvvigionamento derivanti dal prosieguo della guerra, si passò ad utilizzare una semplice carta oleata ed una confezione di cartone non colorata.
Le aziende che produssero le gomme da masticare per i soldati americani furono le seguenti: Walla Walla Company, American Chicle Company, Wrigley Junior Company, Beech-Nut Packaging Company e la Leaf Gum Company (quest'ultima a partire dal 1943).

## Inquinamento da gomma

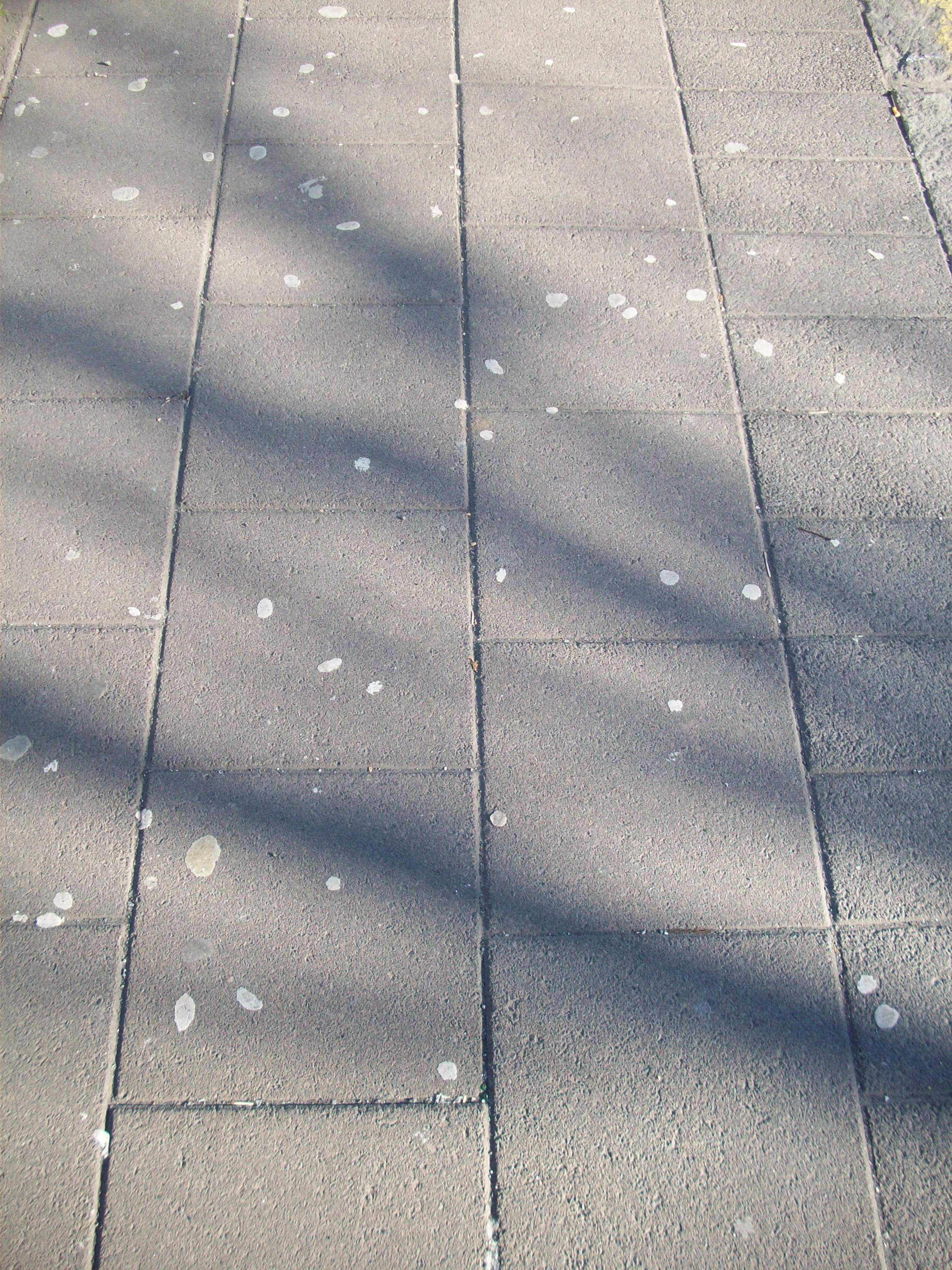
Gomme da masticare su un marciapiede a Reykjavík (2008).

Le gomme da masticare sono fonti di inquinamento, in quanto aderiscono alla superficie sulla quale vengono gettate (ad esempio strade); inoltre per la loro rimozione sono spesso necessari prodotti chimici o particolari sistemi di fresatura. Osservando i marciapiedi e tutti i camminamenti pedonali, soprattutto delle grandi città, si osservano macchie nere che deturpano i manti stradali e sono dovute alle innumerevoli gomme gettate incurantemente in terra dai consumatori di chewing-gum.
A Singapore è vietata dal 1992 l'importazione e la vendita di gomme da masticare, sia per motivi igienici, sia per la possibile interferenza con il buon funzionamento delle infrastrutture.
Tuttavia dal 2003, a parziale riforma del divieto totale, furono ammesse gomme dal valore medico: per l’igiene orale con additivi al calcio, o quelle alla nicotina,  ambedue acquistabili da dentisti o farmacie, che registrano il nome dell’acquirente.

## Produzione
La gomma da masticare si ottiene dalla lavorazione di un impasto di gomma base, zucchero, additivi e aromi. La presenza dello zucchero nella gomma da masticare potrebbe favorire la carie, ma in commercio ne esistono varietà senza zucchero, sostituito da dolcificanti come l'aspartame, il sorbitolo o lo xilitolo. Quest'ultimo, secondo i produttori, fungerebbe da antibatterico, prevenendo la carie.

## Valori nutrizionali
Viene di seguito riportato il contenuto nutrizionale medio in 100 g di prodotto:
- Carboidrati: 96,7 g (di cui 66,08 g sono zuccheri)
- Calorie: 360 kcal
- Proteine: 0 g
- Fibra alimentare: 2,4 g
- Lipidi: 0,3 g
- Sodio: 1 mg

## Tipi di gomma da masticare
- Frizzy pazzy: in voga in Italia alla fine degli anni ottanta e mai sospese dalla vendita.
- Bubble gum (Big Babol, ecc.): gomma da masticare di grandi dimensioni, utilizzata per fare "palloncini".
- Brooklyn: dalla forma a lastrina incartata in un foglio alluminio-carta.
- Vigorsol: piccole gomme in confetti, di solito al gusto di menta.
- Vivident
- Airwaves